# Matt LaFleur
Matthew Patrick LaFleur (Mount Pleasant, 14 novembre 1979) è un allenatore di football americano statunitense che svolge il ruolo di capo-allenatore dei Green Bay Packers della National Football League (NFL).

## Carriera
LaFleur iniziò la carriera come allenatore nella NFL con il ruolo di controllo della qualità dell'attacco degli Houston Texans, con cui rimase per due stagioni. Dal 2010 al 2013 fu l'allenatore dei quarterback dei Washington Redskins. Dopo una parentesi nel college football nel 2014 con i Notre Dame Fighting Irish, fece ritorno nella NFL come allenatore dei quarterback degli Atlanta Falcons nel 2015 e 2016. Nel 2017 fu coordinatore offensivo dei Los Angeles Rams diretti dal capo-allenatore Sean McVay. L'anno seguente passò ai Tennessee Titans con lo stesso ruolo.
LaFleur fu assunto come capo-allenatore dei Green Bay Packers l'8 gennaio 2019. Nel primo turno divenne il primo allenatore dei Packers a battere i Chicago Bears nella sua prima partita da Vince Lombardi nel 1959.

## Record da allenatore
| Squadra | Anno   | Stagione regolare | Stagione regolare | Stagione regolare | Stagione regolare | Stagione regolare  | Playoff | Playoff | Playoff                                                       |
| Squadra | Anno   | Vinte             | Perse             | Pari              | %                 | Posizione          | Vinte   | Perse   | Risultato                                                     |
| ------- | ------ | ----------------- | ----------------- | ----------------- | ----------------- | ------------------ | ------- | ------- | ------------------------------------------------------------- |
| GB      | 2019   | 13                | 3                 | 0                 | .813              | 1º nella NFC North | 1       | 1       | Perse nel NFC Championship Game contro i San Francisco 49ers  |
| GB      | 2020   | 13                | 3                 | 0                 | .813              | 1º nella NFC North | 1       | 1       | Perse nel NFC Championship Game contro i Tampa Bay Buccaneers |
| GB      | 2021   | 13                | 4                 | 0                 | .765              | 1º nella NFC North | 0       | 1       | Perse nel NFC Divisional Game contro i San Francisco 49ers    |
| GB      | 2022   | 8                 | 9                 | 0                 | .471              | 3º nella NFC North | -       | -       | -                                                             |
| GB      | 2023   | 9                 | 8                 | 0                 | .529              | 2º nella NFC North | 1       | 1       | Perse nel NFC Divisional Game contro i San Francisco 49ers    |
| Totale  | Totale | 56                | 27                | 0                 | .667              |                    | 3       | 4       |                                                               |